# Алојз Зенефелдер
Алојз Зенефелдер (Праг, 6. новембар 1771 — Минхен, 26. фебруар 1834) је био аустријски глумац и драматург који је 1798. измислио штампарску технику литографије.

## Биографија
Рођен је као Алојз Јохан Непомук Франц Зенефелдер у Прагу где је његов отац наступао као глумац. Образовао се у Минхену и добио је стипендију за студирање права у Инголштату. Очева смрт 1791. га је натерала да напусти студије да би издржавао мајку и осморо браће и сестара, те је постао глумац и написао успешну драму Познавалац девојака (Connoisseur of Girls).
Због проблема са штампањем његовог комада Матилде фон Алтенштајн (Mathilde von Altenstein) запао је у дугове, па пошто није имао средстава да штампа нови комад који је написао, Зенефелд је експериментисао са новом техником гравирања користећи масно мастило отпорно на киселину као resist на глатком, фино гранулираном камену золнхофенског кречњака.  Убрзо је открио да се то може проширити на штампање са равне површине самог камена, што је био први планографски процес у штампи.
Удружио се са породицом Андре (André), издавачима музике, и постепено довео своју технику до употребљивости, усавршавајући и хемијске процесе и посебне облике штампарске пресе потребне за коришћење камена. Он је технику називао „камено штампање“ или „хемијско штампање“, али је француски назив „литографија“ био шире прихваћен. А са композитором Францом Глајснером основао је издавачку фирму 1796. користећи литографију.
Вредност новог јефтиног и тачног процеса репродукције рано су препознале геодетске канцеларије широм Европе. Зенефелдер је 1809. именован за инспектора нове установе основане за ову сврху у Баварској под називом „Литографски институт“ у Минхену. Сличне институције су касније основане под његовим надзором у Берлину, Паризу, Лондону и Бечу.
1818. је осигурао патентна права широм Европе и објавио своја открића у књизи Свеобухватан уџбеник литографије, која је 1819. преведена на енглески и француски језик (енглески назив — A Complete Course of Lithography). Ова Зенефелдова комбинована историја његовог изума и практичан увод у литографију је остала у штампи све до раног 20. века.
Зенефелдер је такође успео да искористи и потенцијал литографије као уметничког медијума. За разлику од ранијих техника умножавања,  као што је гравирање, које су захтевале и напредне занатске вештине, литографија је омогућавала уметницима да цртају директно на плочи користећи већ блиска пера. Већ 1830. Андре су у Лондону објавили мапу (портфолио) уметничких литографија под насловом Примерци полиаутографије  (енгл. Specimens of Polyautography).
До 1820-тих литографија се даље развила и омогућила штампање у пуној боји са вишеструких плоча, а хромолитографија  је до увођења process color штампе била најважнија техника штампања у боји.
Зенефелдера је одликовао краљ Максимилијан Јосип Баварски а његова статуа стоји у Золнхофену, где се још увек вади литографски камен.
Допринос Алојза Зенефелдера по значају стоји раме уз раме са открићем стереотипије Вилијама Геда, парном пресом Фридриха Конига и линотип машине Отмара Мергенталера и сасвим је прилично што је доживео да види како његов процес постаје широко прихваћен како за умножавање уметничких репродукција тако и као превладавајући метод за репродукцију ликовних материјала у штампарској индустрији.